# کوچنگوفسکایا
کوچنگوفسکایا (به لاتین: Kochnegovskaya) یک منطقهٔ مسکونی در روسیه است که در استان آرخانگلسک واقع شده‌است.